# Monika Runge

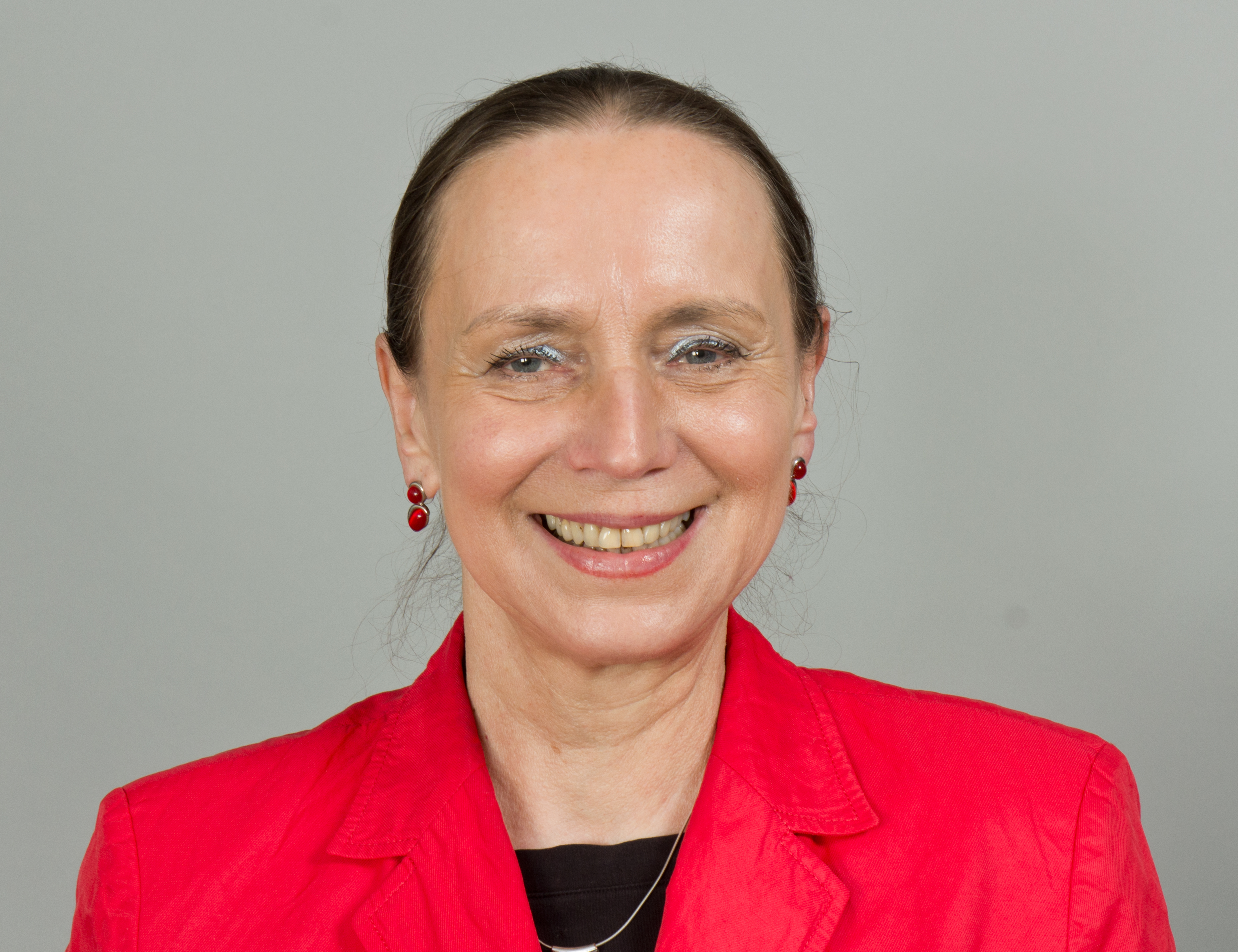
Monika Runge, 2013

Monika Paula Karola Runge (* 21. November 1950 in Ehrenberg (bei Hildburghausen)) ist eine deutsche Politikerin (Die Linke). Sie war von 1994 bis 2004 und erneut von November 2005 bis 2014 Mitglied des sächsischen Landtags.

## Leben
Nach dem Abitur nahm Runge ein Studium der Philosophie auf, dass sie nach anschließendem Forschungsstudium mit der Promotion abschloss. Von 1976 bis 1994 war sie als wissenschaftliche Assistentin an der Universität Leipzig tätig.
Monika Runge ist mit dem deutschen Schlagersänger und Komponisten Hartwig Runge (bekannt als Ingo Graf) verheiratet und hat einen Sohn. Sie gehört der evangelischen Konfession an.

## Politik
Monika Runge wurde 1970 Mitglied der SED, die sich später in PDS und Die Linke umbenannte, und nahm hier vielfältige Funktionen wahr. So war sie Mitglied des Ortsvorstands der PDS Leipzig Mitte, Mitglied des Landesvorstandes der PDS Sachsen, Stellvertretende Stadtvorsitzende der PDS Leipzig, Mitglied des Bundesparteirates der PDS sowie Mitglied der Programmkommission beim Bundesvorstand der PDS. Seit dem Jahr 2000 ist sie Vorsitzende der parteinahen Rosa-Luxemburg-Stiftung Sachsen.
Von 1994 bis 2004 war Runge Abgeordnete des sächsischen Landtags. Sie zog 1994 und 1999 über die Landesliste ihrer Partei in den Landtag ein. Bei der Bundestagswahl im September 2005 war Runge Kandidatin der PDS im damaligen Wahlkreis Leipziger Land-Muldentalkreis (heute Leipzig-Land), konnte sich aber nicht gegen Katharina Landgraf (CDU) durchsetzen. Im November 2005 rückte Runge für Katja Kipping, die selbst als Abgeordnete in den Deutschen Bundestag wechselte, erneut in den Landtag nach. Runge war von September 2008 bis zum Ende der 4. Legislaturperiode Vorsitzende des Haushalts- und Finanzausschusses und gehörte zudem dem Ausschuss für Wirtschaft, Arbeit und Verkehr an. Sie war Mitglied in den Ausschüssen für Wirtschaft&Arbeit&Verkehr, Umwelt&Landwirtschaft, 2. UA „Kriminelle & korruptive Netzwerke in Sachsen“ sowie der Enquete-Kommission „Technologie- & Innovationspolitik“. Zudem war sie energie- und verkehrspolitische Sprecherin der Linksfraktion. Seit der Landtagswahl in Sachsen 2014 gehört sie dem Landtag nicht mehr an.